# Dampertshausen
Koordinaten: 50° 52′ 44″ N, 8° 50′ 46″ O
Dampertshausen ist eine Dorfwüstung in der Gemarkung von Schönstadt, einem Ortsteil von Cölbe im mittelhessischen Landkreis Marburg-Biedenkopf.

## Geographie
Der Ort lag etwa 800 m ostsüdöstlich von Schönstadt und der heutigen Bundesstraße 3 auf 250 m Höhe in einem nach Westen verlaufenden Tal etwa 350 m nordwestlich der Betziesdorfer Höhe.

## Geschichte
Keramikfunde vor Ort stammen zwar schon aus der Zeit vom 9. bis ins 14. Jahrhundert, aber urkundlich wurde der Ort erstmals um 1248 als „Dampratheshusen“ erwähnt, als das Erzstift Mainz dort eine Hufe in Besitz hatte. Nach 1396, als der Ort noch bewohnt war, wurde der Ort nur noch als wüst erwähnt.
Dampertshausen gehörte zu einem um den Haupthof Bürgeln bestehenden Güterbezirk des Marienstifts Wetzlar, ebenso wie Betziesdorf, Bracht, Ginseldorf, Rondehausen, Schönstadt und Schwarzenborn und eine Anzahl von Wüstungen im Umland. Dieser Güterbezirk wurde 1273 vom Wetzlarer Stift an Konrad Brundel von Marburg verlehnt. Gleichzeitig verpachtete ihm das Stift, als Zubehör der Villikation Cölbe-Bürgeln, eine Hufe in Dampertshausen, ebenso wie fünf Hufen und eine Hofstätte in Rondehausen. Die Vogtei der Villikation Cölbe-Bürgeln war bereits 1244 gegen einen jährlichen Zins auf Lebenszeit an Konrads Vater, den Ritter Andreas von Marburg, verpachtet worden. Konrad gilt als Erbauer des Erbhofes Fleckenbühl und war somit der Vorfahre der Herren von Fleckenbühl (genannt Bürgel oder Birgel). Das Stift Wetzlar verkaufte sein Villikation mit den beiden Vogtei- und Stiftshöfen, Cölbe und Bürgeln, und damit auch Dampertshausen, am 28. Juli 1334 nach dem Tod Konrads gegen einen Jahreszins als erblichen Besitz mit allen Rechten an den Landgrafen Heinrich II. von Hessen.
Schon einige Jahre zuvor, 1330, verpfändete das Erzstift Mainz dem Conrad Milchling zu Michelbach für dem Erzstift geleistete und künftige Dienste und für erlittene Verluste für 80 Mark Kölner Denare (160 Denare = 1 Kölner Mark) alle Mainzer Güter in den Dörfern Schwarzenborn und Dampertshausen (Damprachtshusen) und ihren Gemarkungen, bis die Schuld von 80 Mark gedeckt sein würde. 1366 löste das Kollegiatstift Amöneburg diesen 1330 vom Erzstift an die Milchling verpfändeten Güterbesitz wieder ein.